# Castelo Bom
Castelo Bom is een plaats (freguesia) in de Portugese gemeente Almeida en telt 181 inwoners (2001).